# Eichenhof (Remscheid)
Eichenhof ist eine Hofschaft in Remscheid in Nordrhein-Westfalen (Deutschland).

## Lage und Verkehrsanbindung
Eichenhof liegt im südöstlichen Remscheid im statistischen Stadtteil Engelsburg des Stadtbezirks Lennep im Quellgebiet des Panzerbachs und des Feldbachs. Nachbarorte sind  Leverkusen, Repslöh, Eichendahlerhof, Engelsburg, Heydt, Oberfeldbach, Stöcken, Piepersberg, Bergerhöhe, Rademachershof und Lüdorf. Abgegangen sind die ehemaligen Nachbarorte Käsberg und Panzer.
Der Ort ist über eine durch bauliche Maßnahmen in der Mitte getrennte Anliegerstraße von der Landesstraße 412 erreichbar, die bei Engelsburg abzweigt und über Kräwinklerbrücke auch Ober- und Niederfeldbach anbindet.

## Geschichte
Eichenhof wurde erst im ersten Drittel des 20. Jahrhunderts gegründet. Zu dieser Zeit gehörte der Hof zu der Stadt Hückeswagen. Im Zuge der nordrhein-westfälischen Kommunalgebietsreform wurde am 1. Januar 1975 der östliche Bereich um Bergisch Born mit dem Eichenhof aus der Stadt Hückeswagen herausgelöst und in die Stadt Remscheid eingegliedert.